# Il cavaliere di San Marco
Il cavaliere di San Marco è un film del 1939 diretto da Gennaro Righelli.

## Trama
Durante il Risorgimento un giovane patriota veneziano, Daniele Orsenigo, è in viaggio per consegnare un documento molto importante alla carboneria di Parma. Nel corso del viaggio sosta in una locanda dove conosce una donna affascinante che, una volta sedotto Orsenigo, gli sottrae il documento e scompare. Il documento viene ritrovato dalla polizia il giorno successivo addosso al fratello di Daniele, che viene così condannato a morte. Orsenigo fugge, cercando di tornare a Venezia, inseguito dalla la polizia austro-ungarica, che lo ha riconosciuto come uno dei cospiratori. Tornato nella città natale, il giovane scopre che la donna di cui si era innamorato e che gli aveva sottratto il plico è la figlia del governatore di Venezia. La donna proverà ad aiutare il giovane, che nel frattempo giunge al capezzale del padre. Ormai in punto di morte, egli rivela al figlio di essere il "cavaliere di San Marco", figura guida dei patrioti veneti contro l'oppressore austro-ungarico. Tale ruolo, dopo la morte del padre, verrà preso in carico dal figlio.

## Produzione
Il film fu girato negli stabilimenti di Cinecittà.

## Distribuzione
Il film venne distribuito nel circuito cinematografico italiano il 10 aprile 1939.

## Critica
- "C'era un buon soggetto [...] Un po' più di ricerca e di cura nella scelta degli interpreti e soprattutto un po' di nervi nell'esecuzione avrebbero potuto fare di questo film non soltanto un romanzetto patriottico, ma un dramma di avventure in grande stile [...] Comunque gli elementi romanzeschi non sono mal congegnati, e c'è un certo lusso apparente di cornice: quello che manca è, ripeto un po' più di entusiasmo, l'entusiasmo fisico, aggressivo, motorio che occorre a soggetti di questo stampo." (Filippo Sacchi su "Corriere della Sera", 11 aprile 1939)
- "Che mutria e prosopopea in questo film d'avventure, e che personaggi imbalsamati, che insulsi fantocci! Mario Ferrari non sembra più lui sotto le vesti del protagonista. E anche Renato Cialente, Romolo Costa e la fatalissima Laura Nucci, per quanto facciano, non escono da un'aurea e distinta mediocrità [...] Quando il cinema italiano tira allo sfarzoso sono dolori seri. Dietro quelle cornici similoro senti il falso e lo stentato lontano un miglio." (A. Franci su "L'Illustrazione Italiana" n. 16, 16 aprile 1939)